# Oedostethus curticornis
Oedostethus curticornis is een keversoort uit de familie kniptorren (Elateridae). De wetenschappelijke naam van de soort is voor het eerst geldig gepubliceerd in 1983 door Dolin & Bessolitzina.